# WRESTLE-1
WRESTLE-1（レッスル-ワン）は、かつて存在した日本のプロレス団体。

## 団体名の由来
創業者の武藤敬司が近未来的なプロレスを目指して開催したファンタジーファイトWRESTLE-1が由来。略称の「W-1」である「W」には「Wrestling」、「Worldwide」、「Win」もかけられている。

## 特徴
旗揚げ当初は、出場する所属選手のみ事前に発表してフリー、他団体参戦選手の場合は「X」と表記して対戦カードを当日発表とするスタイルを採っていた。また、試合試合の合間に幕間劇を入れてアングル上にいる者同士のカードを多めに組ませるなどアメリカンプロレス的な対戦カード編成が組まれている。しかし2014年3月2日の両国国技館大会以降、対戦カード発表は次第に事前へと移行して路線変更。国内他団体との対抗戦も積極的に展開して、これまでにプロレスリングZERO1、大日本プロレス、WNC、KAIENTAI DOJOとの対抗戦が組まれている。このうちZERO1については後述するマッチメーカーの征矢学の舌禍が引き金となり団体間抗争さらにZERO1の至宝たる世界ヘビー級王座の争奪へと至った。一方でWNCについては活動休止後に大半の選手がWRESTLE-1に吸収されたが若手選手でNovusを結成してWRESTLE-1における対抗勢力として活動している。なお、全日本プロレスに対しては分裂の経緯から交流は無いと思われていたが、2016年5月4日のWRESTLE-1後楽園ホール大会で武藤の闘いたい相手として秋山準が指名され、来場。8月11日のWRESTLE-1横浜文化体育館大会で武藤とのタッグ対決が決定して全日本との交流が開始される。
海外のプロレス団体とは、旗揚げ当初にアメリカのTNAと業務提携を結び外国人選手を招聘し、WRESTLE-1からの選手派遣も行われていた。同団体及び、その業務提携先であるメキシコのAAA、ヨーロッパのASWと4団体で大会の持ち回り開催や統一王座の創設構想もあったが、TNAがWRESTLE-1との業務提携を打ち切ってプロレスリング・ノアと業務提携を結んて交流が途絶えて、AAAとも積極的な交流は行われなくなり、ASWとも交流が途絶えているため、興行の持ち回り開催、統一王座の創設構想は挫折している。
設立当初は統一王座の創設構想もあり、フラッグシップタイトルは保有しない方向であったが船木誠勝の提案で7月21日にWRESTLE-1王座を創設。9月22日にWRESTLE-1タッグ王座、2015年2月25日にカズ・ハヤシの提案でWRESTLE-1クルーザーディビジョン王座を創設。2016年1月8日、新世代のさらなる活性化を目的としたWRESTLE-1リザルト王座を創設。

## 歴史

### 2013年
- 7月10日、全日本プロレスを退団した武藤敬司が設立。事務所は東京都港区南麻布2丁目10-2シェラン南麻布4階に置いた。
- 7月30日、TNAとの業務提携を発表[7][8]。
- 8月9日、出場選手28名のうち所属以外の17名が当日発表のXとされる異例の旗揚げ戦カード（女子プロレス1試合含む）を発表[9][10][11][12][13]。
- 9月8日、東京ドームシティホールで旗揚げ戦（観衆2,500人）。GAORAでの生中継、ニコニコ生放送並びにUSTREAMでのPPVも行われる。
- 9月22日、旗揚げシリーズ最終戦として石川県産業展示館3号館大会を開催（観衆1,508人）[14]。
- 10月1日、旗揚げ戦からフリーとして参戦をしていた真田聖也が正式入団[15]。
- 10月6日、第2シリーズ開幕戦として後楽園ホール大会を開催（観衆1,750人）。
- 10月26日、大和ヒロシのプロデュース興行第1弾「千葉からもっとをモットーに! チャリティ大網白里大会」を開催（観衆750人）。
- 11月9日、大和のプロデュース興行第2弾「〜縁から絆に〜 チャリティー釜石大会」を開催。
- 11月30日、THE RINGとのコラボ興行を長崎市平和会館ホールで開催（観衆600人）。

### 2014年
- 1月12日、後楽園ホールで征矢学がマッチメーカーに就任[16]（観衆1,550人）。
- 1月26日、初の公開新人オーディションを開催[17]。3人が合格[18]。
- 1月、WNCを退団した村瀬広樹が練習生として参加[19]。
- 3月2日、両国国技館大会「開戦〜OUTBREAK〜」を開催[20]（観衆5,800人[21]）。
- 3月4日、事務所をGENスポーツパレス（旧：スポーツ会館）に移転[22]。
- 4月9日、マッチメーカーの征矢学がKAIに対して「WRESTLE-1でエースになることは無理なのでZERO1あたりでエースになってくれ」と発言したことに対してプロレスリングZERO1が抗議。ZERO1新木場1stRING大会で征矢が謝罪するも社長の大谷晋二郎は面会を拒否して横山佳和に水を掛けられる。
- 5月17日、「田中稔デビュー20周年記念vol.2“初プロデュース”大会 〜KYOTO LIVE〜」をKBSホールで開催。
- 6月1日、ZERO1後楽園ホール大会でZERO1との全面対抗戦を開催。
- 7月1日、WNCよりTAJIRI、AKIRA、児玉裕輔、藤原ライオン、土肥孝司、黒潮"イケメン"二郎の6名が移籍入団[23]。村瀬も正式に所属選手となった[19]。
- 7月6日、両国国技館大会を開催（観衆4,800人[24]）。TNAタッグ・ブリティッシュ・ライトヘビー級・EWPインターコンチネンタル・ZERO1世界ヘビー級の4ヶ国のタイトルマッチが組まれ、TNAタッグは奪取を逃したものの、他3タイトルはいずれもW-1が奪取に成功する。メインではスペシャルマッチとしてムタVS真田が組まれムタが勝利した。
- 7月7日、真田がTNAに入団してWRESTLE-1とのダブル所属となる。
- 7月21日、WRESTLE-1王座の新設を発表[6]。
- 8月8日、フリーとして参戦していた征矢学が正式入団[25]。
- 9月22日、WRESTLE-1タッグ王座の新設を発表[26]。
- 10月8日、後楽園ホールでWRESTLE-1初代王者決定戦が行われ、河野真幸が初代王者になった（観衆1,080人）[27]。
- 10月10日、「AKIRA30周年記念生前葬 地獄から来たチャンピオン」を新宿FACEで開催[28]。
- 10月12日、後楽園ホールで開催されるTNA年間最大PPV「BOUND FOR GLORY」に全面協力[29]。
- 11月1日、武藤敬司デビュー30周年記念大会「HOLD OUT」を両国国技館で開催[30]（観衆7,200人[31]）。
- 11月4日、城西大学高麗祭で「WRESTLE-1×城西大学」を開催[32]。
- 11月5日と7日、「KASSEN 〜合戦 ZERO1 vs W-1 全面対抗戦〜」を新宿FACEで3連戦として開催[33]。
- 11月9日、「田中稔デビュー20周年記念FINAL 〜第1回逗子商店街プロレス〜」を開催[34]。
- 11月30日、後楽園ホールにてWRESTLE-1初代タッグ王者決定戦を開催[26]。
- 12月27日、GENスポーツパレスにて3階に入居するK-1 GYM総本部と合同でファン感謝祭を開催[35]。

### 2015年
- 2月25日、WRESTLE-1クルーザーディビジョン王座の新設を発表。トーナメントを優勝した田中が初代王者になった。
- 4月11日、KAIが総監督を務める若手主体の新イベント「WRESTLE-1 Starting Point」を道場で開催[36]。
- 5月5日、DDTプロレスリング代表取締役社長の高木三四郎が最高経営責任者に就任[37]。
- 5月15日、4月中旬にTNAを契約満了で退団した真田がアメリカでフリーで活動することを決めWRESTLE-1を退団。
- 6月30日、船木誠勝が契約満了で退団。鍼灸学校に入学したTAJIRIが学業優先のためスポット参戦へ。
- 8月30日、全日本プロレスにて行われていたプロレスラーとお笑い芸人のタッグタイトルであるF-1タッグ選手権の復活版として、F-1タッグチャンピオンシップを新設[38]。
- 10月、武藤敬司を校長として数名の所属選手が講師となってプロレスに関するあらゆる技能を学ぶことの出来る学校「プロレス総合学院」を設立。
- 10月9日、後楽園ホールでファン感謝デーを開催。武藤敬司&神奈月組がF-1タッグチャンピオンシップの初代王座を獲得。
- 10月27日、海外選手の日本式育成新プロジェクト「Wrestling Camp」のマネージャーにアメリカンバルーンが就任[39]。

### 2016年
- 3月30日、プロレス総合学院の1期生の卒業試合を開催。
- 6月30日、浜亮太、中之上靖文、TAJIRI、AKIRA、田中稔が契約満了につき退団。
- 8月11日、初の横浜文化体育館大会「プロレスLOVE in YOKOHAMA」を開催（観衆1,902人）。
- 8月31日、KAZMA SAKAMOTOが海外での活動を希望したことから退団。
- 11月12日、新プロジェクトとしてプロレス総合学院の卒業生による新団体「プロレスリングA.C.E.」の旗揚げ戦をWRESTLE-1道場で開催[40]。
- 12月20日、KAIの退団を発表。

### 2017年
- 1月8日、新世代のさらなる活性化を目的としたWRESTLE-1リザルト王座の新設を発表。
- 3月10日、事務所を東京都港区南青山5-1-10 南青山第一マンションズ4Fに移転[41]。同じフロアにK-1などを運営するグッドルーザーも入居している。
- 3月27日、新体制を発表し4月1日付けで代表取締役会長に武藤敬司、取締役社長にカズ・ハヤシ、取締役副社長に近藤修司、高木三四郎が相談役に就任。
- 9月2日、高木が相談役を退任[42]。

### 2018年
- 3月31日、大和ヒロシが契約満了につき退団。
- 7月17日、事務所を現在地に移転[43]。
- 8月12日、タナカ岩石と一がプロレスリングA.C.E.より昇格。

### 2019年
- 2月13日、才木玲佳が入団。
- 3月21日、木村花がスターダムに移籍。
- 3月31日、黒潮"イケメン"二郎と佐藤嗣崇が退団。

### 2020年
- 2月29日、同年4月1日の後楽園ホール大会をもってWRESTLE-1の無期限活動休止とプロレス総合学院の無期限休校を発表[44][45]。全所属選手は3月31日をもって退団となるが、4月1日の試合への出場オファーは改めて行う[46]。
- 3月27日、政府からの新型コロナウイルス感染症の感染拡大防止の為、最終興行である4月1日・後楽園ホール大会を無観客試合として行うことを発表[47]。生中継、生配信は行えずCS・GAORAでのみ4月17日に放送することを合わせて発表[47]。
- 4月1日、後楽園ホールで行われた無観客興行をもって活動休止。これにより、WRESTLE-1は約6年半の歴史にピリオドを打った。

## タイトル
- WRESTLE-1王座
- WRESTLE-1タッグ王座
- WRESTLE-1クルーザーディビジョン王座
- WRESTLE-1リザルト王座
- F-1タッグ王座

トーナメント戦、リーグ戦
- WRESTLE-1 GRAND PRIX
- WRESTLE-1 TAG LEAGUE
- WRESTLE-1 CRUISER FES

## 最終所属選手

### 男子選手
- 武藤敬司
- カズ・ハヤシ
- 征矢学
- 近藤修司
- 河野真幸
- アンディ・ウー
- 稲葉大樹
- 土肥孝司（現：土肥こうじ）
- 立花誠吾
- 芦野祥太郎
- 児玉裕輔
- 羆嵐（旧：熊ゴロー）
- 吉岡世起
- 頓所隼（現：ブラスナックルJUN）
- 伊藤貴則
- タナカ岩石（現：太嘉文）
- 一（旧：野村一）
- アレハンドロ（旧：亜烈破）
- 本田竜輝
- ペガソ・イルミナル（現：渡辺壮馬）
- 藤村加偉（現：カイ・フジムラ）
- 仁木琢郎

### 女子選手
- 才木玲佳

## スタッフ

### レフェリー
- 神林大介

### リングアナウンサー
- 櫻田愛実（WALK）
- 小川朝美（WALK）[48]

### コンディショニングコーチ
- 桑原弘樹（江崎グリコ）

### 公式サポーター
- Cheer♡1（WALK）

## 歴代所属選手
- 真田聖也（現：SANADA）
- 船木誠勝
- 藤原ライオン
- 浜亮太
- 中之上靖文
- TAJIRI
- AKIRA
- 田中稔
- KAZMA SAKAMOTO
- KAI
- 村瀬広樹
- 大和ヒロシ
- 佐藤嗣崇
- 黒潮"イケメン"二郎（現：黒潮TOKYOジャパン）

### 女子選手
- 木村花

## 歴代スタッフ
- 村山大値（レフェリー）
- 阿部誠（リングアナウンサー）
- 石亀貴規（リングアナウンサー）

## 歴代ユニット
- リアル・デスペラード
- Novus
- ニュー・ワイルド・オーダー
- ジャケッツ
- TriggeR
- NEWERA
- Enfants Terribles
- STRONGHEARTS

## 歴代タッグチーム
- チーム246
- ジュニア・スターズ
- SMOP

## テーマ曲
- 浅倉成章が作曲。オープニングなどで使用されている。

## 試合中継
- ファイティングエンターテインメント WRESTLE-1（GAORA）
- WRESTLE-1中継（FIGHTING TV サムライ）

## 関連番組
終了した番組
- W-1閃光通信（FIGHTING TV サムライ、サムライ2）